# Zizeeria lampa
Zizeeria lampa är en fjärilsart som beskrevs av Corbet 1940. Zizeeria lampa ingår i släktet Zizeeria och familjen juvelvingar. Inga underarter finns listade i Catalogue of Life.